# Peleliu

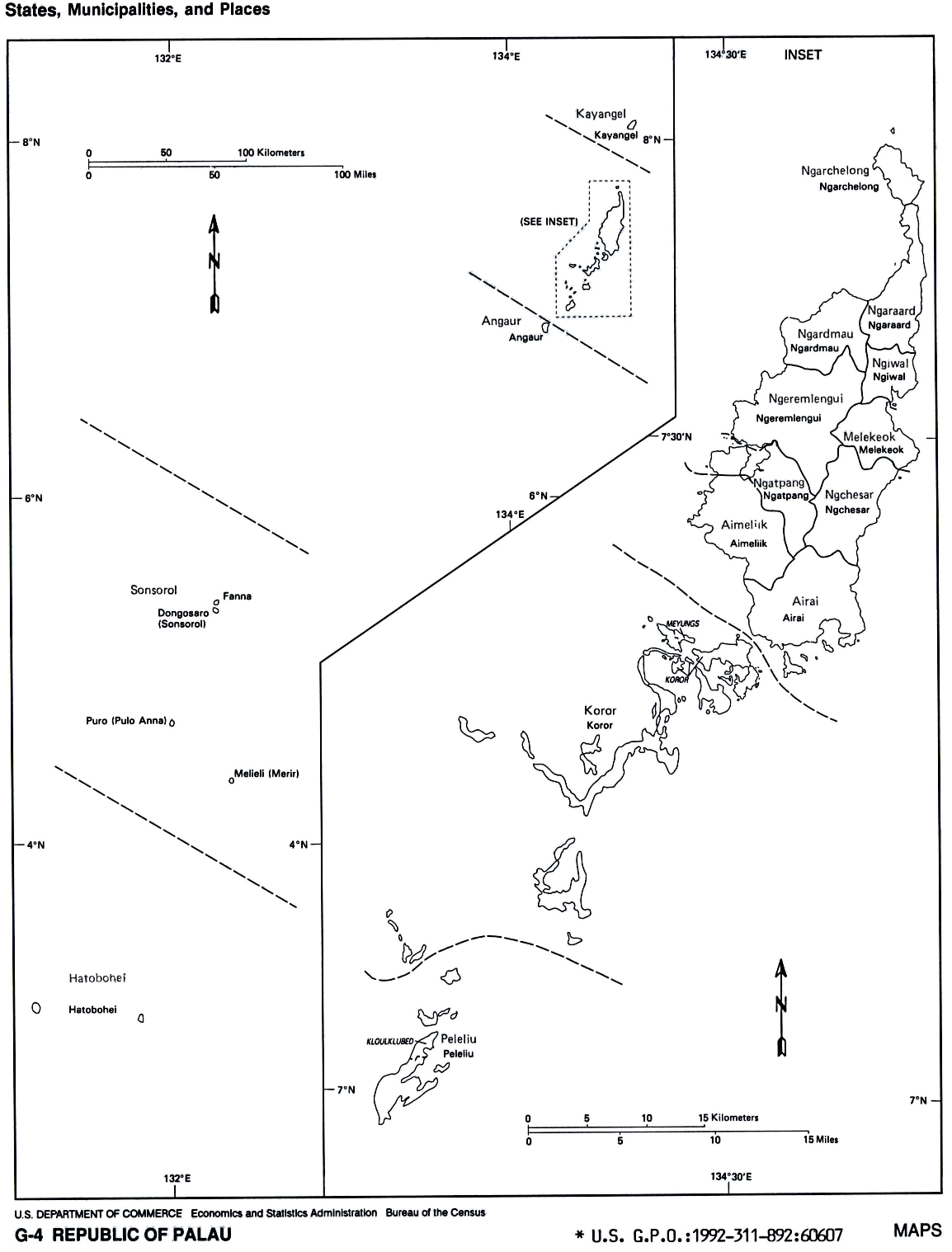
Karta över Palaus delstater

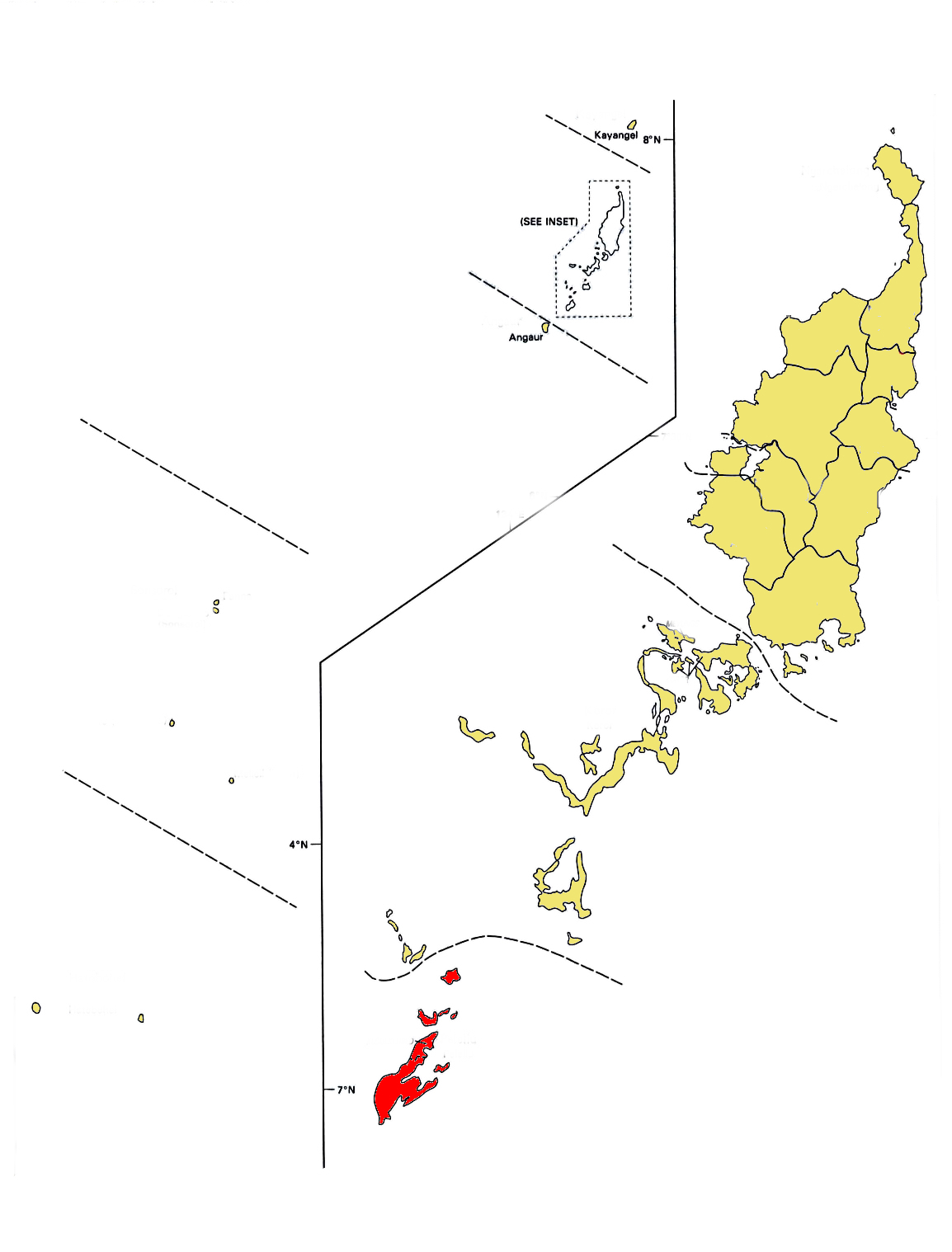
Färgad karta över Palaus delstater. Peleliu är färgat rött.

Peleliu (även Beliliou) är en ö och delstat i Palau i västra Stilla havet.

## Geografi
Peleliu (Peleliu-Island) är namnet på själva ön vilken ligger ca 45 km sydväst om huvudön Babeldaob och innanför dess korallrev. Geografiskt ligger ön bland Karolinerna i Mikronesien. De geografiska koordinaterna är 07°01′ N och 134°15′ Ö.
Peleliu-State är delstaten som består Peleliuön och några småöar norr och väster om huvudön med de större öarna
- i norr
- Kongauru Island
- Murphy Island
- Ngesebus Island

- i väst
- Ngergol Island
- Ngurungor island
- Ruriid Island

Ön är en låg korallö och har en sammanlagd areal om ca 13 km².
Befolkningen i Peleliu-state uppgår till cirka 700 invånare. Detta gör det till den tredje folkrikaste staten i landet. Den största byn i delstaten är huvudstaden Kloulklubed.
Öarna kan nås med fartyg från Angaur och Koror och har även en liten flygplats för lokalt flyg på öns södra del.

## Historia
Under andra världskriget utspelades Slaget om Peleliu mellan den 15 september till den 25 november 1944 mellan Japan och USA. Slaget kostade över 15 000 män livet och många militära anläggningar från den tiden, såsom flygplatsen, finns fortfarande kvar och skeppsvrak från slaget ligger synliga under vattnet strax utanför kusten.